# 自由之愛運動
自由之愛運動，是臺灣1980年代第一場大型學生抗爭運動，由國立臺灣大學學生在戒嚴解除前的1986年發起，訴求為大學自治、言論自由、教授治校、學術獨立等。:77抗爭者在臺大校門集會、演講，各種聲明稿、宣言、公開信未經校方審查便四處散發，甚至向校長遞交連署書、舉辦校內遊行，接連衝擊保守、封閉的臺大校園。:256最後，自由之愛運動推舉陳志柔參選「學生代表聯合會（簡稱代聯會）」主席並獲勝，原核心團體便因此解散、由代聯會承接理念。:99臺灣社會學家張茂桂指出，自由之愛運動抗爭者帶著校內抗爭經驗離開校園、進入臺灣社運、政治組織工作，繼續推動臺灣民主化工作，是其對臺灣政治轉型的一大貢獻。

## 背景
1970年代，在臺灣民主化浪潮影響下，臺灣社會運動蓬勃發展；黨外運動隨著美麗島事件受難家屬參選獲勝，取得重大突破，人們也開始針對各種議題展開自力救濟，對保守的大學校園卻影響有限。在中國國民黨政權的威權統治下，學生的自由權受到限制，沒有集會、結社、言論等自由。:2學生社團活動受到限制，發行刊物也必須經過校方審查才能出版；在國立臺灣大學，學生以「學生代表聯合會主席由學生普選」為訴求，屢次向校方抗議，而遭受記過、撤換或禁止出版刊物等處分。:24-25儘管學生代表大會在1985年4月通過普選議案，校方卻堅持否決隔年的普選結果，甚至藉故開除學生異議份子李文忠，引發「李文忠事件」。:143
除此之外，當時臺灣環境保護運動才剛興起，大學生受到時代氛圍影響，也開始走出校園關心地方環境。:361986年7月，臺大大學新聞社（簡稱大新社）組成「臺大學生杜邦事件調查團」，南下彰化縣鹿港鎮從事社會調查，關切鹿港反杜邦運動發展，並於同年9月發表《臺大學生杜邦事件調查團綜合報告書》。:254由於大新社在其刊物《大學新聞》第607至609期報導李文忠事件，之後又參與鹿港反杜邦運動，引發臺大校方不滿，於1986年9月勒令該社停止活動一年，將該社社長、幹部記過處分，史稱「大新事件」。:91-92
在李文忠事件與大新事件雙重刺激下，臺大學生發起言論自由運動，以靜坐、演講、散發傳單、向校長陳情等方式表達不滿，引發輿論矚目、同情。1986年10月22日，大新社、大學論壇社（簡稱大論社）、大陸問題研究社（簡稱大陸社）等12個學生社團發表臺灣大學各刊物爭取校園言論自由聯合宣言，倡議廢除刊物審查制度，推動校園民主化，成為後續「自由之愛運動」的前奏。:36-37

## 過程

### 開端
1986年10月24日，被勒令停止活動的大新社成員在臺大校門廣場舉辦「自由之愛演講會－我們要一個言論自由的校園」，雖稱之為「惜別會」，實質上是針對臺大校方的抗議行動。有別於過去的學運行動，這場演講會事前做過廣泛的宣傳，各種聲明稿、宣言、公開信在未經校方審查之下，以傳單的形式於臺大師生間流傳，直接衝擊臺大校方的審稿制度。至此以後，臺大校門廣場成為學生運動的重要集會地點，各種抗議布條、演講與群眾集會成為臺大校門的日常景觀。:80-81
此時的自由之愛運動由30多名學生共同推動，組織結構鬆散，成員包括吳介民、林志修、林國明、許傳盛、梁至正、林佳龍、鍾佳濱、蘇峰山、林繼文等，都是臺大的菁英學生。由這一小群菁英學生組成核心團體，動員支持者參與自由之愛運動，這種策略稱為「菁英結盟，向下動員」。:83-84他們的行動雖曾被當時的中華民國教育部部長李煥質疑受黨外運動操縱；但在這一群菁英學生推動下，學生抗議活動不僅沒有停止，反而更加頻繁。:82
為了平息群眾壓力，臺大校方在同年11月初舉辦「大新社懲戒事件說明會」，卻無法給予學生滿意的答案，導致雙方不歡而散。:148其後臺大學生接連發表台灣大學學生界爭取校園言論自由聯合宣言及台灣大學研究生爭取校園言論自由聯合宣言，總計有超過50個臺大學生社團、系學會及128名研究生分別簽署這兩份宣言，聲勢浩大。同年12月10日，世界人權日，臺大學生出版第1期《自由之愛》刊物，同時舉辦街頭演講，吸引800名學生參與；12月19日，臺大學生代表大會以83:0通過廢除刊物事前審查制度，校園言論自由議題獲得肯定。:82-83

### 倡議大學改革
1986年12月22日，第2期《自由之愛》刊登大學改革宣言與大學改革芻議兩篇文章，除了倡議言論自由，更進一步倡議學術自由、集會結社自由、教授治校、大學自治等。:149核心團體連續主辦10場街頭演講，號召臺大學生簽名連署大學改革芻議，獲得1,865名學生支持。:149
一、將大學生等同一般公民，不得剝奪大學生任何屬於憲法所保障的言論自由、講學自由、集會結社自由。我們願意、並且向法律負責。但是，請先廢除一切違背正義原則和缺乏適當的法律程序（Due Process of Law）的法律、命令。
二、將屬於知識的還給知識，行政力量退出一切逾越其權限的事務，校園事務、教育事業的決策權和意思形成，應該交由教授學生組成的團體來行使。
 — 大學改革宣言（節錄）
1987年1月8日，自由之愛運動向臺大校長孫震遞交大學改革芻議連署書:256，然而孫震在師生會談中未做出明確改革承諾，讓自由之愛提高抗議層級，於1987年3月24日向立法院請願，要求大學校長、院長、系主任由師生普選、大學課程內容由師生共同決定、軍訓教官退出校園等，是臺灣學生運動史上第2次以中央政府機關為抗議對象。:87然而，當日下午，教育部長李煥接受民主進步黨籍立法委員黃煌雄質詢時，卻表示對學生抗議感到沉痛，要求臺大校方加強溝通，未同意學生訴求。

### 退守校園
在自由之愛運動試圖走出校園，直接面對政府體制的行動失利後，他們便將目標拉回大學校園；此時的臺大校園也已有變化，中國國民黨的臺大校園黨部在群眾壓力下遷離臺大校區，而國民黨青年組織「覺民學會」也宣布不再參選該年度臺大代聯會主席。:96在此氛圍下，自由之愛運動於1987年5月11日中午，在椰林大道舉辦「五一一大遊行」，60多名學生合唱《美麗島》、《望春風》，高喊「普選」、「還我自治權」等口號，並發起街頭演講。這場遊行是延續臺大學生1985年、1986年連續兩年舉辦校內遊行，所以這一天也被稱為「臺大學生日」。
臺大校方對於自由之愛運動發起校內遊行大為震怒，本欲作出大規模退學處分；但在輿論壓力下，僅對文馨瑩、吳介民、林志修、林佳龍、梁至正、陳啟斌與鍾佳濱等7人予以小過處分。:98其中，林志修原本被推舉參選該年度臺大代聯會主席，卻因小過處分喪失參選資格，而臨時改由陳志柔參選。:98在自由之愛運動積極動員之下，陳志柔以86票對49票贏得選舉；許多自由之愛運動成員便因此轉移陣地，進入代聯會繼續推動校園自由化、民主化，並於1987年6月召開學生代表大會，成立「學生自治設計暨推動委員會」，原本的自由之愛核心團體便自然解散，由臺大代聯會承接其理念。:99

## 影響
自由之愛運動是臺灣1980年代第一場大型學生抗爭運動，在臺灣學生運動史上有承先啟後的作用。台灣心理學家楊國樞將其和四六事件、保釣運動等台灣戰後早期學生運動相比，認為自由之愛運動受新左派思潮啟發，有清楚的社運觀念。抗爭者反思自我與社會的關係，透過具體的社會實踐行動，反抗校內外權威、僵化的支配體制。化為具體訴求，便是倡議學生自主、言論自由、校園民主與學術獨立等。
臺灣社會學家張茂桂指出，在1980年代臺灣社會運動浪潮下，大學生離開校園後，汲取校內民主化抗爭經驗、進入各個社會運動與政治組織，繼續實踐、推動民主化工作，是1986年後臺灣學生運動的一大貢獻。至於學運自身，則隨著大學法改革促進會成立，各校學運組織跨校串連，擴散至臺灣各地大學校園，繼續推動民主化工作，成為1990年野百合學運的前奏。:256-257

## 延伸閱讀
- 台大「自由之愛」編輯群. . 臺北市: 南方雜誌社. 1987-05-04 （中文（臺灣））.